# Sidney, Ohio
Sidney är administrativ huvudort i Shelby County i delstaten Ohio. Orten har fått sitt namn efter poeten Sir Philip Sidney. Sidney hade 21 229 invånare enligt 2010 års folkräkning.

## Kända personer från Sidney
- Paul C. Lauterbur, kemist, mottagare av Nobelpriset i fysiologi eller medicin 2003